# Svjatoslav Vakarčuk
Svjatoslav Ivanovyč Vakarčuk (in ucraino Святослав Іванович Вакарчук?; Mukačevo, 14 maggio 1975) è un cantante, musicista e politico ucraino.
È il frontman degli Okean El'zy, la rock band di maggior successo in Ucraina.

## Biografia

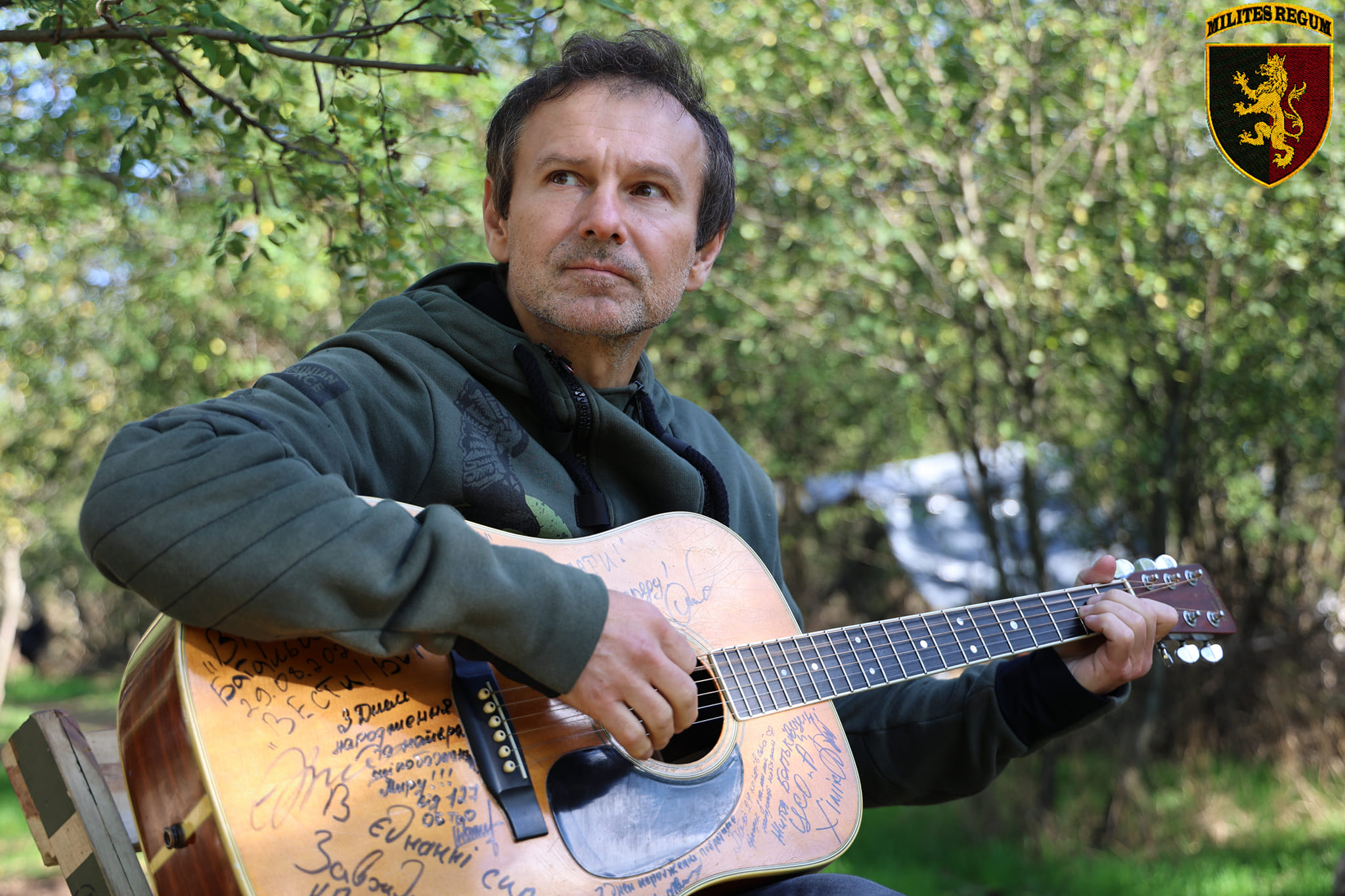
Svjatoslav Vakarčuk nel 2022

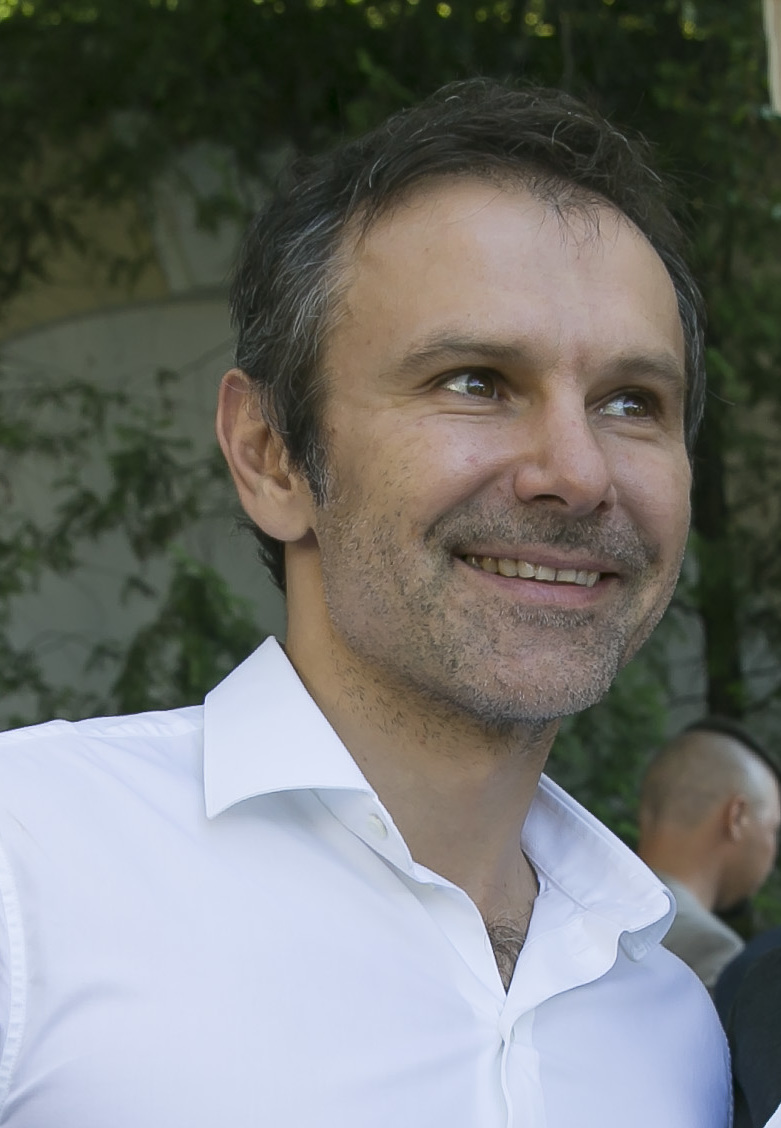
Svjatoslav Vakarčuk nel 2016

È figlio di Ivan Vakarčuk, professore di fisica all'Università di L'viv che fu anche ministro dell'Istruzione e della scienza dell'Ucraina. Ha studiato anch'egli fisica teorica nella stessa università. È ambidestro.
Il 22 gennaio 2005 ha partecipato come concorrente alla versione ucraina di Chi vuol essere milionario? (Хто хоче стати мільйонером? - Перший мільйон), condotto da Ostap Stupka e trasmesso su 1+1, riuscendo a vincere il premio massimo di un milione di hrivnie; si è trattato del secondo caso nella storia del programma, dopo l'exploit di Serhij Karabins'kyj nel 2003.
Ex membro del parlamento ucraino, ha fondato un nuovo partito politico, chiamato Holos, nel maggio 2019.
Vakarčuk è stato attivo nel sostenere le proteste della rivoluzione arancione e dell'Euromaidan. Egli è tuttora coinvolto in molti progetti sociali e culturali.

## Vita privata
Dal 2000 al 2021 l'artista ha convissuto con Lialia Fonariova e la figlia di questa, Diana (frutto di un matrimonio concluso col divorzio). Nel 2021 l'artista è diventato padre per la prima volta: la sua nuova compagna gli ha dato un figlio maschio, Ivan. Nel 2022 la coppia ha messo al mondo una figlia, Solomiya.

## Discografia
- Tam, de nas nema (Where there is no us, 1998)
- Ja na nebi buv (I was in heaven, 2000)
- Model (2001)
- Supersymetrija (Supersymmetry, 2003)
- Tvij format (Your Format, 2003)
- GLORIA (2005)
- Mira (Measure, 2007)
- Dolce Vita (2010)
- Zemlja (Earth, 2013)
- Bez mež (Limitless, 2016)